# Michal Schlegel
Michal Schlegel (* 31. Mai 1995 in Ústí nad Orlicí) ist ein tschechischer Radrennfahrer.

## Sportlicher Werdegang
Mit dem Wechsel in die U23 wurde Schlegel zur Saison 2015 Mitglied im Team AWT greenway. In den zwei Jahren, die er für das Team fuhr, gewann er die Nachwuchswertung mehrerer Rundfahrten, 2016 wurde er Tschechischer U23-Meister sowohl im Straßenrennen als auch im Einzelzeitfahren.
Zur Saison 2017 wechselte Schlegel zum UCI Continental Team CCC Sprandi Polkowice und konnte weitere Nachwuchswertungen für sich entscheiden. Im UCI Nations’ Cup U23 machte er durch einen 3. Platz beim Grand Prix Priessnitz spa und einen 6. Platz bei der Tour de l’Avenir auf sich aufmerksam. Mit dem Team absolvierte er mit dem Giro d’Italia 2017 seine erste Grand Tour, die er auf Platz 45 der Gesamtwertung abschloss.
2019 wurde Schlegel Mitglied im tschechischen Continental Team Elkov-Kasper. In der Saison 2019 erzielte er seinen ersten Sieg mit einem Etappengewinn bei der Tour Alsace. Seine bisher erfolgreichste Saison hatte er 2021, in der er die Gesamtwertung der Tour of Małopolska gewann sowie Etappensiege dort und bei der Oberösterreich-Rundfahrt sowie dem ungarischen Rennen des Visegrád 4 Bicycle Race zu seinen Palmares hinzufügen konnte.
Schlegel war Teilnehmer an den Olympischen Sommerspielen 2020 in Tokio, aufgrund eines positiven Corona-Tests durfte er jedoch nicht an den Start gehen.
Nach der erfolgreichen Saison 2021 erhielt Schlegel zur Saison 2022 einen Vertrag beim UCI ProTeam Caja Rural-Seguros RGA. Im Jahr 2023 ging er erstmals bei der Vuelta a España an den Start, die er auf Platz 112 beendete. Insgesamt gelang Schlegel während seiner drei Jahre im Team nur beim Grande Prémio Internacional de Torres Vedras 2023 als Vierter eine vordere Platzierung.
Zur Saison 2025 kehrte er zu seinem ehemaligen Team Elkov-Kasper zurück.

## Erfolge
2013
- Tschechischer Meister (Junioren) – Einzelzeitfahren

2015
- Nachwuchswertung Czech Cycling Tour
- Nachwuchswertung East Bohemia Tour
- Nachwuchswertung Grande Prémio Internacional de Torres Vedras

2016
- Nachwuchswertung Czech Cycling Tour
- Tschechischer Meister (U23) – Straßenrennen und Einzelzeitfahren

2017
- Nachwuchswertung Czech Cycling Tour
- Nachwuchswertung Kroatien-Rundfahrt

2019
- eine Etappe Tour Alsace

2021
- Visegrad 4 Kerekparverseny
- eine Etappe und Punktewertung Oberösterreich-Rundfahrt
- Gesamtwertung und eine Etappe Tour of Małopolska

## Grand-Tour-Platzierungen
| Grand Tour            | 2017 | 2018 | 2019 | 2020 | 2021 | 2022 | 2023 | 2024 |
| --------------------- | ---- | ---- | ---- | ---- | ---- | ---- | ---- | ---- |
| Giro d’ItaliaGiro     | 45   | –    | –    | –    | –    | –    | –    | –    |
| Tour de FranceTour    | –    | –    | –    | –    | –    | –    | –    | –    |
| Vuelta a EspañaVuelta | –    | –    | –    | –    | –    | –    | 112  |      |